# Chiesa di San Biagio (Berceto)
La chiesa di San Biagio è un luogo di culto cattolico dalle forme neoromaniche, situato nel centro di Roccaprebalza, frazione di Berceto, in provincia e diocesi di Parma; è sede di una parrocchia compresa nella zona pastorale della Montagna.

## Storia
Il luogo di culto fu costruito originariamente in epoca medievale; la più antica testimonianza della sua esistenza risale al 1230, quando la cappella fu citata nel Capitulum seu Rotulus Decimarum della diocesi di Parma tra le dipendenze della pieve di Berceto.
Nel 1494 fu menzionata per la prima volta la dedicazione della chiesa a san Biagio.
Nel 1865 fu costruita la torre campanaria.
Nel 1926 l'antico luogo di culto, ormai in rovina, fu abbattuto; al suo posto fu costruito un nuovo tempio in stile neoromanico, completato nel 1932 e consacrato solennemente il 22 maggio di quell'anno.
Nel 1951 fu edificata la cappella sinistra del battistero.
Tra il 1970 e il 1980 il luogo di culto fu sottoposto a interventi di ristrutturazione, che riguardarono le coperture e gli interni.
Il 23 dicembre del 2008 un forte terremoto colpì il territorio; tra il 2012 e il 2013 la chiesa fu restaurata e consolidata strutturalmente.

## Descrizione

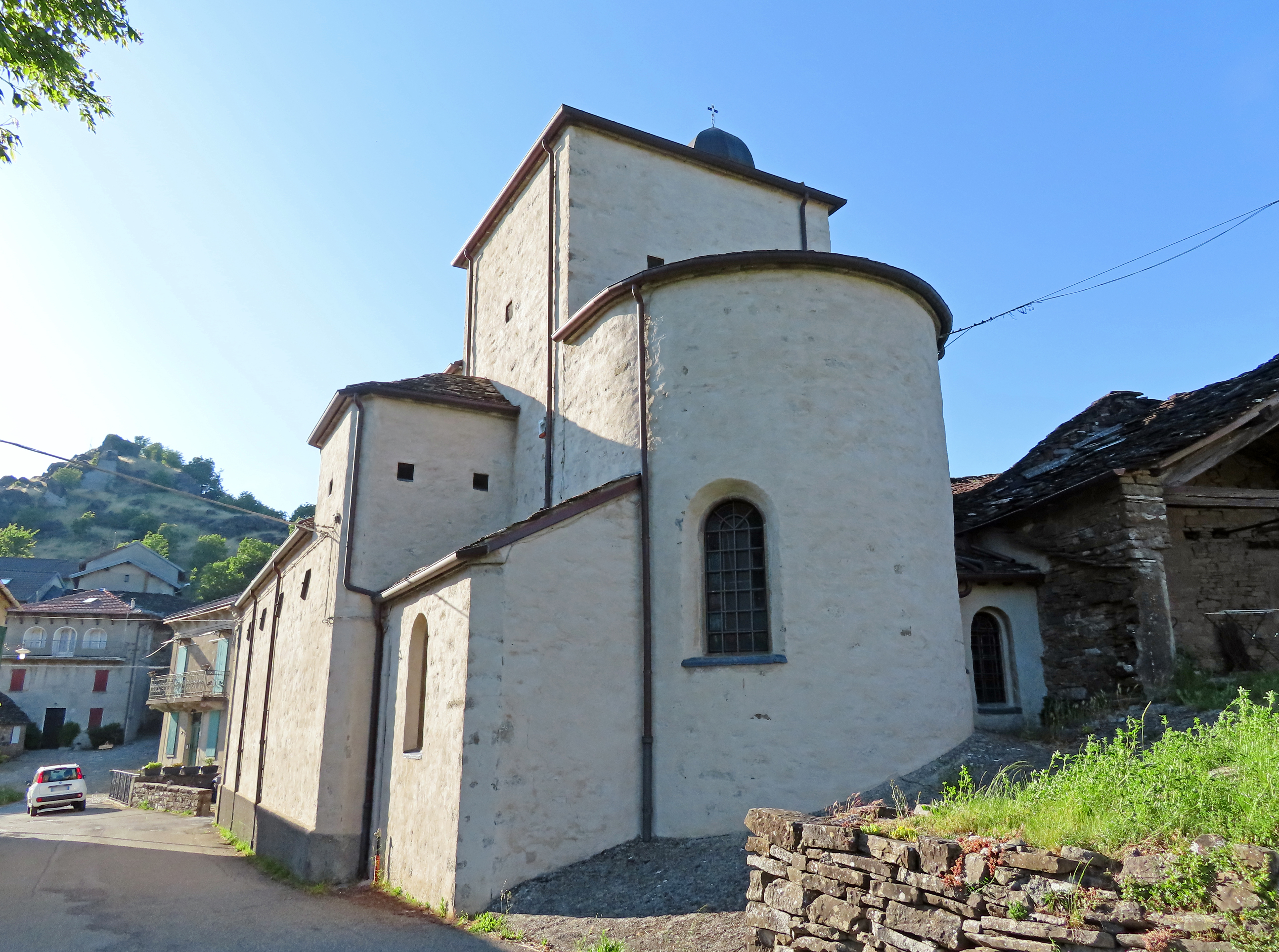
Aside e lato sud

La chiesa si sviluppa su un impianto a tre navate affiancate da una cappella sul lato sinistro e due all'estremità orientale, con ingresso a ovest e presbiterio absidato a est.
La simmetrica facciata a salienti, in gran parte intonacata, è tripartita da quattro lesene in pietra coronate da capitelli dorici. Nel mezzo del corpo centrale si trova l'ampio portale d'ingresso strombato, sormontato da una lunetta; più in alto è collocata una bifora ad arco a tutto sesto, scandita da una colonnina nel mezzo; in sommità si staglia il frontone triangolare con cornice modanata, al cui interno è posto un piccolo oculo. Nei corpi laterali si aprono due monofore strombate; a coronamento si eleva un frontone triangolare spezzato dal corpo centrale del prospetto.
I fianchi e il retro intonacati sono privi di aperture; al termine del lato sinistro si erge il campanile a base quadrata; la cella campanaria, rivestita in pietra a maglia regolare, si affaccia sulle quattro fronti attraverso ampie monofore ad arco a tutto sesto, delimitate da lesene con capitelli dorici; in sommità si eleva oltre il cornicione modanato una guglia a profilo mistilineo.
All'interno la navata centrale, coperta da una serie di volte a crociera, è separata dalle laterali attraverso alcune arcate ribassate rette da alti pilastri coronati da capitelli dorici; le navatelle si concludono in due cappelle laterali, mentre sulla sinistra si affaccia sull'aula la cappella del battistero.
Il presbiterio, lievemente sopraelevato, è chiuso superiormente da una cupola su pennacchi; l'ambiente accoglie l'altare maggiore marmoreo a mensa, aggiunto nel 1980; sul fondo l'abside è illuminata da due monofore laterali.